# Alain Streng
Pour les articles homonymes, voir Streng.
Alain Streng, né le 21 avril 1956 à Namur et mort le 16 juin 2021 à Yvoir (province de Namur), est un scénariste de bande dessinée belge. 

## Biographie
Alain Streng naît le 21 avril 1956 à Namur. Il étudie le droit à l’université de Liège. Il exerce la profession de juriste et il est aussi animateur d’une émission littéraire sur une radio locale. Il aborde la bande dessinée en coscénarisant aux côtés de Bernadette Laloux, l'ouvrage 150 Ans d'avatars de la province de Namur, co-dessiné par Claude Laverdure et Chris Lamquet, publié par le Comité Provincial de Namur en 1981,.
Il écrit le scénario de Saint-Germain des morts, un one shot mettant en scène le détective privé Richard Dombret dans Paris pour le dessinateur Denis Bodart — un ami de la famille —, publié dans la collection « Histoire singulière » aux éditions Bédéscope en 1985. L'année suivante, il est nommé pour l’Alph’Art du meilleur premier album au Festival international de la bande dessinée d'Angoulême avec Denis Bodart pour cet album qui est réédité en 2022 aux Éditions du Tiroir,. La même année, il retrouve Claude Laverdure et il entreprend le triptyque Le Syndrome des sorciers pour lequel il écrit le premier opus La Mémoire albinos aux éditions Bédéscope. Le second épisode, pourtant réalisé, ne sort pas à cause de la faillite de l'éditeur.
À partir de 1988, il réalise la série Les Esclaves de la Torpeur avec Baudouin Deville dont le premier volume Le Papillon Crucifié, paraît en 1988 aux éditions Dargaud Benelux et le second : L’Exorcisme de Midi, l'année suivante chez le même éditeur. Il est lauréat du Concours international de Nouvelles de Bruxelles 1990. Pour Olivier Neuray, il écrit une histoire qui est refusée  par tous les éditeurs. En 2000, il écrit le scénario du roman graphique pour Frédéric Nandrin publié aux éditions Casterman. Il est retraité le 1er mai 2021.
Alain Streng meurt le 16 juin 2021 à Yvoir victime du Covid-19, à l'âge de 65 ans.

## Œuvres

### Albums de bande dessinée
- 150 ans d'avatars de la province de Namur, Comité Provincial de Namur, Namur, 1981
Scénario : Alain Streng et Bernadette Laloux - Dessin : Claude Laverdure et Chris Lamquet - Couleurs : Claude Laverdure,réédition avec 24 planches supplémentaires en 1997[9]

- Saint-Germain des morts[6], Bédéscope, coll. « Histoire singulière », Bruxelles, juin 1985
Scénario : Alain Streng - Dessin et couleurs : Denis Bodart,réédition par les Éditions du Tiroir en 2022[3].  (ISBN 978-2-931027-56-1)

#### Le Syndrome des sorciers
- 1. La Mémoire albinos, Bédéscope, Bruxelles, mars 1986
Scénario : Alain Streng - Dessin et couleurs : Claude Laverdure

#### Les Esclaves de la Torpeur
- 1. Le Papillon crucifié[10], Dargaud Benelux, Bruxelles, janvier 1988
Scénario : Alain Streng - Dessin : Baudouin Deville - Couleurs : Kitte -  (ISBN 2871290296)
- 2. L’Exorcisme de Midi[10], Dargaud Benelux, Bruxelles, janvier 1989
Scénario : Alain Streng - Dessin : Baudouin Deville - Couleurs : Kitte -  (ISBN 2871290512)

#### Un privé en enfer
- Au clair de la morte, Casterman, Tournai, février 2000
Scénario : Alain Streng - Dessin : Frédéric Nandrin - Couleurs : noir et blanc -  (ISBN 2203334762)

##### Fanzines
- récit[14], avec Marc Lumer, (3 pages) dans Synopsis no 5 de décembre 1987.

#### Livres
: document utilisé comme source pour la rédaction de cet article.
- Henri Filippini, « Streng Alain », dans Dictionnaire de la bande dessinée, Paris, Bordas, 1989, 731 p., ill. ; 27 cm (ISBN 2-04-018455-4, OCLC 1244909550, BNF 35065653, présentation en ligne), p. 678. .
- Jean Pirotte (dir.) et Luc Courtois, Du régional à l'universel. : L'imaginaire wallon dans la bande dessinée., Louvain-la-Neuve, Fondation wallonne Pierre-Marie et Jean-François Humblet, 1999, 310 p. (ISBN 978-2-9600072-3-7 et 2960007239, OCLC 1075833932), p. 40, 43 lire sur Google Livres
- Jacques Fiérain, « Streng, Alain », dans La BD dans les provinces de Liège, Namur et Luxembourg, Charleroi, Éd. l'Âge d'or, 2004, 112 p., ill. ; 31 cm (ISBN 9782960019698, OCLC 470388297, présentation en ligne), p. 98.
- Philippe Mellot, Michel Denni, Laurent Turpin et Isabelle Morzadec, Trésors de la bande dessinée : BDM 2023-2024 - Catalogue encyclopédique et Argus, Paris, Les Arènes, novembre 2022, 23e éd., 1677 p., ill. ; 23 cm (ISBN 9791037507280, OCLC 1351462460, présentation en ligne), p. 109, 456, 1106, 1223, 1404. .